# 윤의철
윤의철(尹義哲, 1964년~)은 대한민국의 군인이다. 1987년 육군사관학교 43기 포병장교로 임관했다.

## 학력
- 서울특별시 용산구 중경고등학교 졸업(1983년, 12회)
- 서울특별시 노원구 육군사관학교 학사(1987년, 43기)

## 경력
1987년 대한민국 육군 포병 소위로 임관하였다.

## 비판
평소 특급전사 육성에 필요 이상으로 집착하면서 휘하 병력들에게 엄청난 가혹행위를 한 것이 원인이 되어 병사들 사이에서 불만거리가 가장 많은 지휘관이였으며 급기야 7군단장인 윤의철 중장을 보직해임 해주십시오라는 내용의 청와대 국민청원이 올라가는 사건이 발생하였다. 이에 따른 조치로 육군교육사령관으로 보직이 변경되었다. 이 당시 중장의 인사 이동은 윤의철이 유일했으며 이는 국민청원에 따른 보직해임성 인사로 보고있다.
교육사령관 보직이동 이후 합동참모본부 차장으로 또 다시 보직해임성 인사를 받았다. 합동참모차장은 해군이나 공군의 경우 좌천이 아니지만 육군의 경우는 다르다. 해군이나 공군은 갈 수 있는 보직이 턱없이 부족하기 때문에 원인철처럼 합동참모차장을 거치고 나서 공군참모총장과 합동참모의장이 되는 경우도 있지만 갈 수 있는 보직이 매우 많은 육군, 특히 타 출신에 비해 보직에 대한 특혜를 많이 받는 육군사관학교 출신에게 이 보직은 좌천이다. 결국 정권 차원에서 윤의철의 대장 진급을 막았다고 볼 수 있다. 이후 대장 진급은 끝내 실패했다.
참고로 윤의철은 중장 진급 이후 맡는 보직의 임기를 단 한 번도 모두 채워본 적이 없으며 제7기동군단장도 중도 하차해서 교육사령관으로 좌천당했는데 이 마저도 중도 하차해서 실권이 전혀 없는 보직인 합동참모차장으로 또다시 좌천했다. 그 이후 합동참모차장 임기 도중 제대했다. 참고로 중장 계급에서는 잘해야 2개만 보직하고 대장에 진급하는 것이 일반적이며, 특히 손식의 경우는 중장 시절 육군특수전사령관 딱 하나만 보직하고 바로 대장에 진급했다.
현재 대한민국 국군에서는 대장에 진급하려면 어느정도 인간성을 갖춰야 하며 인간성이 매우 불량함에도 대장에 진급한 마지막 인물이 박희도 전(前) 육군참모총장이지만 이는 전두환의 군사독재정권이었기 때문에 가능한 일이었다.

## 같이 보기
- 육군사관학교
- 제7기동군단